# Onthophagus luctuosus
Onthophagus luctuosus là một loài bọ cánh cứng trong họ Bọ hung (Scarabaeidae).